# Geancarlos Martínez
Geancarlos Martínez Villarreal es un futbolista venezolano, juega como portero y su club actual es el Aragua Fútbol Club, que disputa la Primera División de Venezuela.